# 今井隼
今井隼（いまい じゅん、1981年2月27日 - ）は、日本のキーボーディスト・作曲家・編曲家である。

## 経歴
2001年にスタジオミュージシャンとしての活動を開始し、2004年にソロCD「あの日天使がくれたもの」をリリース。2006年、ユニバーサルミュージックよりAntique Toyとして、メジャーデビュー。2007年、Antique Toyとしての活動を休止。これ以降は、スタジオミュージシャン・作曲家・編曲家としての活動を再開する。

## ディスコグラフィー
- あの日天使がくれたもの（2004年8月22日）

※　Antique Toy名義によるものはそちらを参照

## サポート・レコーディング
- Ikuo
- 石原慎一
- 内田真礼
- 宇宙戦隊NOIZ
- 遠藤正明
- 近江知永
- 大友康平
- 大友ジュン
- 奥井雅美
- the GazettE
- きただにひろし
- 木根尚登
- 小松未可子
- 坂本美雨
- 椎名へきる
- シギ (歌手)
- GENERATIONS from EXILE TRIBE
- John-Hoon
- ズボンドズボン
- 中川翔子
- 中村あゆみ
- Honey L Days
- 氷室京介
- 福山芳樹
- 増田惠子
- 水木一郎
- 南野陽子
- 三森すずこ
- 宮野真守
- 森重樹一
- YAK.
- unicorn table
- yozuca*
- LINDBERG
- 渡部優衣

など

## 楽曲提供・編曲
- 椎名へきる
「our story」作曲・編曲
「一番星～君のいない夜に～」作曲・編曲
「Just my love」編曲
- 奥井雅美
「Good-bye Good luck」作曲
- 大友ジュン
「笑時間」編曲（サンドウィッチマンライブツアー2014エンディングテーマ）
「凸凹」編曲（サンドウィッチマンライブツアー2013エンディングテーマ）
「黒の栄光」編曲（リコーブラックラムズ応援ソング）
「悩んで学んで」編曲（舞台『苦情★真に受けTV』主題歌）
「Eternal」編曲
- 木根尚登
舞台「天使の涙　～竜眼堂物語 VOL.1～」サウンドトラック　編曲
- YAK.
「君と僕」作曲・編曲
- こどもちゃれんじファミリーシアター
「しまじろうとゆうえんちへいこう！」サウンドトラック　作曲・編曲
- Angry Birds Fight!
トレーラー　サウンドトラック　制作
- 荷嶋音緒（清水愛）
「続く未来へ 」作曲
- 児玉響（浅野真澄）
「Knocking on the wish」作曲

など